# Каштани (пам'ятка природи)
Кашта́ни — ботанічна пам'ятка природи місцевого значення в Україні. Розташована на території Тлумацької міської громади Івано-Франківського району Івано-Франківської області, в селі Бортники.
Площа — 0,12 га, статус отриманий у 1993 році.